# Cinqueux
Cinqueux – miejscowość i gmina we Francji, w regionie Hauts-de-France, w departamencie Oise.
Według danych na rok 1990 gminę zamieszkiwało 1521 osób, a gęstość zaludnienia wynosiła 224 osoby/km² (wśród 2293 gmin Pikardii Cinqueux plasuje się na 182. miejscu pod względem liczby ludności, natomiast pod względem powierzchni na miejscu 708.).